# Agrilus sulcicollis
Agrilus sulcicollis, é uma espécie de escaravelho perfurador de madeira metálico da família Buprestidae. É conhecida a sua existência em Europa e Norte da Ásia (excluindo China) e América do Norte.